# Porsche 3512
Il Porsche 3512 è un motore di Formula 1, che ha equipaggiato le monoposto dei team 
Arrows e Footwork ad inizio anni 90.

## Descrizione e storia

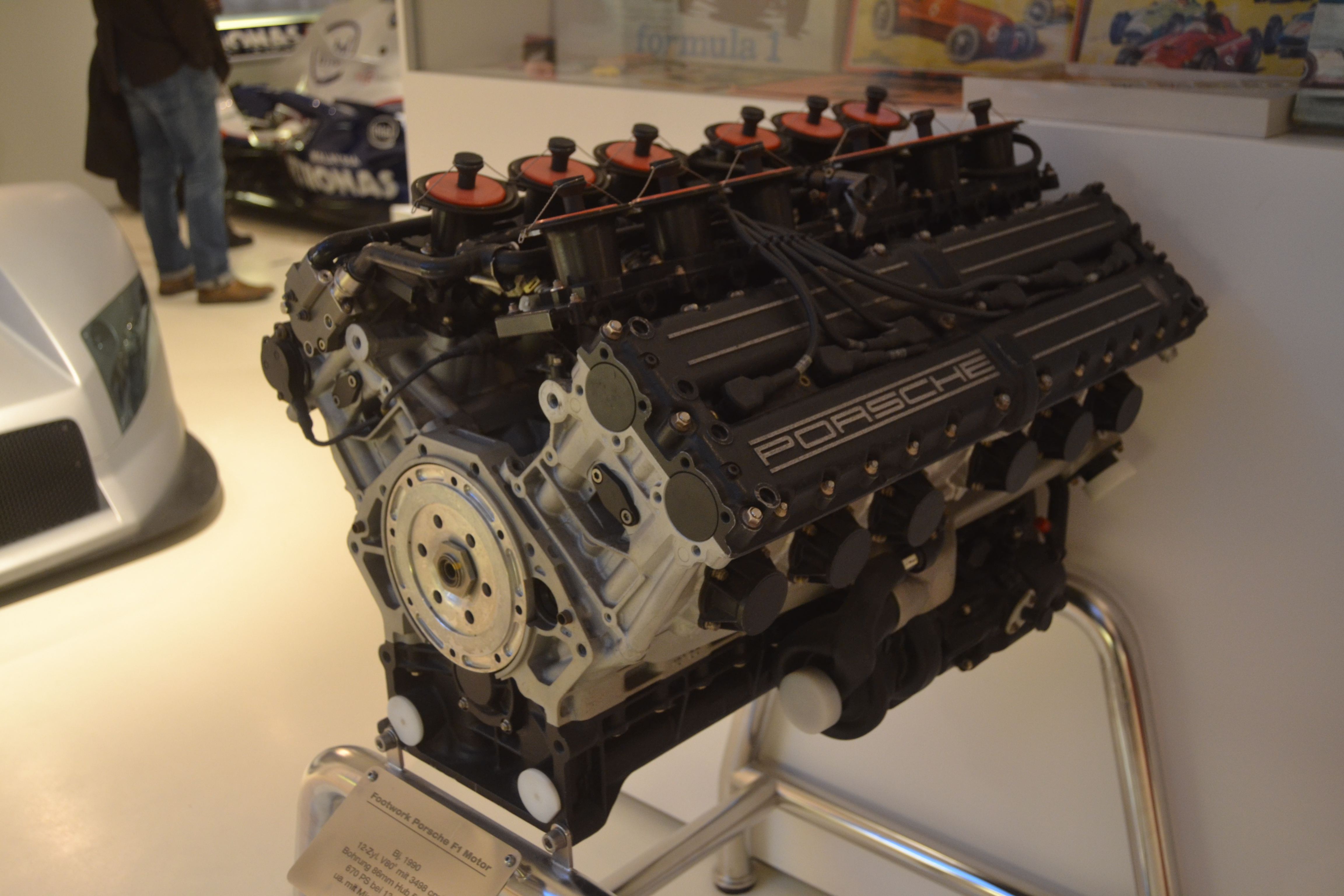
Porsche 3512

Porsche aveva lasciato la Formula 1 alla fine del 1987 dopo aver fornito per quattro anni i motori turbo marchiati TAG al team McLaren, ma decise di tornare due anni dopo con l'obiettivo di creare un motore V12 ad aspirazione naturale da 3,5 litri. Dopo che inizialmente era stata suggellata una partnership con il team Onyx, all'inizio del 1990 la Porsche firmò un contratto quadriennale con la Footwork Arrows con decorrenza a partire dal 1991.
Il 3512 venne progettato dall'ingegnere Porsche Hans Mezger e aveva un angolo tra le bancate di 80 gradi, con collettore d'aspirazione e presa di potenza al posti al centro del motore. Quest'ultima era una caratteristica mutuata dal motore Type 912 (progettato sempre da Mezger) della Porsche 917 impiegata nei primi anni '70 nel campionato sport prototipi, ma era una soluzione tecnica insolita per la Formula 1.
Però, svariati problemi di affidabilità afflissero il motore già subito dopo la progettazione e le prime fasi di test, poiché lo sviluppo fu completato in ritardo rispetto ai tempi previsti ed era troppo ingombrante e pesante. Quando furono installati la frizione e il volano bimassa, il motore pesava 189,6 kg - troppi rispetto ai V12 di Honda e Ferrari che rispettivamente arrivano a 159,6 kg e 139,7 kg. Ciò fece sì che non potesse essere installato correttamente nel vano motore della monoposto Footwork per la stagione 1991, ovvero la FA12, e quindi il team fu costretto riprogettare la vettura mentre iniziava la stagione, e dovette al suo posto impiegare una versione modificata della vettura dell'anno precedente, denominandola A11C.
Ulteriori difficoltà emersero quando il motore iniziò a essere utilizzato in gara: la potenza di circa 670 CV (500 kW) a circa 13.000 giri/min era inferiore rispetto alla concorrenza, mentre sopraggiunsero problemi di affidabilità alla pressione dell'olio.
Quando la stagione ebbe inizio sul circuito cittadino di Phoenix, negli Stati Uniti, Alex Caffi non riuscì a qualificarsi con la sua A11C, mentre il compagno di squadra Michele Alboreto si qualificò 25° ma si ritirò a metà gara a causa di un guasto al cambio. Sul più veloce circuito di Interlagos, in Brasile, nella gara successiva, entrambi i piloti non riuscirono a qualificarsi. La FA12, riprogettata, venne introdotta al Gran Premio di San Marino a Imola, un altro circuito veloce, ma Alboreto distrusse la sua vettura durante le prove ed è stato costretto a utilizzare nuovamente la A11C, fallendo ancora una volta la qualificazione insieme a Caffi. A Monaco, poi, Caffi ebbe un incidente e non riuscì di nuovo a qualificarsi, mentre Alboreto si qualificò ancora 25°, prima che il suo motore 3512 lo abbandonasse a metà gara.
A quel punto, la Footwork aveva ormai perso fiducia nel motore Porsche e decise di tornare al Ford Cosworth DFR V8, usato nelle stagioni 1989 e 1990. Tuttavia, il team dovette continuare a utilizzare il 3512 per le gare nordamericane in Canada e Messico, in cui Stefan Johansson prese il posto di Caffi, rimasto ferito in un incidente stradale. Entrambi i piloti riuscirono a qualificarsi a Montréal, con Alboreto 21° e Johansson 25°, ma si ritirarono per problemi all'acceleratore e al motore. In Messico, dopo che quattro dei sette motori disponibili per il weekend erano già andati in panne il venerdì, Johansson non riuscì a qualificarsi, mentre Alboreto si qualificò 26° e ultimo, ma anche il suo 3512 si ruppe prima della metà della gara.
La Footwork tornò infine al motore DFR in tempo per il Gran Premio di Francia, montato su una versione modificata della FA12, denominata FA12C. La Porsche rescisse formalmente il suo accordo con il team poco prima del Gran Premio del Giappone in ottobre e da allora non è più tornata in Formula 1.
All'epoca del ritiro della Porsche dalla Formula 1 era già in sviluppo un nuovo motore V10 per sostituire il 3512. Questo propulsore fu completato solo diversi anni più tardi, quando venne modificato per essere utilizzato nel progetto Porsche LMP del 2000, mai andato in produzione. Successivamente, il motore trovò una nuova vita come propulsore della supercar Porsche Carrera GT.

## Applicazioni
- Arrows A11
- Footwork FA12